# Evarcha kirghisica
Evarcha kirghisica är en spindelart som beskrevs av Sergey Y. Rakov 1997. Evarcha kirghisica ingår i släktet Evarcha och familjen hoppspindlar. Inga underarter finns listade i Catalogue of Life.